# Islam en Israël
Les musulmans, qui sont pour la plupart des citoyens arabes d'Israël, constituent 17,7% des Israéliens , ce qui en fait le groupe minoritaire le plus important d'Israël.
Al Quds est la troisième ville la plus sainte de l'Islam après La Mecque et Médine en Arabie saoudite. Al-Haram ash-Sharîf ( en arabe : اَلْـحَـرَم الـشَّـرِيْـف )  , Le Saint Sanctuaire, qui fait à l'origine partie du mont du Temple juif de Jérusalem, est considéré par les musulmans comme le lieu à partir duquel Muhammad est monté aux cieux. Cette croyance islamique largement acceptée augmente l'importance religieuse et spirituelle qu'ils donnent au Dôme du Rocher et à la mosquée adjacente al-Aqsa. Seuls les musulmans sont autorisés à prier sur le Mont du Temple, géré par le Waqf islamique de Jordanie (en arabe : وَقْـف), organe administratif chargé de la conduite des affaires islamiques dans la région du Mont du Temple.

## Histoire (VIIesiècle-1948)
L'Islam est introduit en Palestine lors des conquêtes musulmanes du VIIe siècle, lorsque les armées de la péninsule arabique sous le califat de Rashidun conquirent un territoire auparavant sous le contrôle de l' Empire byzantin.
Au Moyen Âge, l'islamisation de la région est croissante. À la suite de la période d'établissement de l'Empire ottoman,les Turcs Ottomans dirigent le Levant de 1516 à 1917. En Palestine ottomane, l'islam était la religion d'État, administrée à distance depuis Constantinople, tandis que les chrétiens, les juifs et les samaritains étaient généralement tolérés comme dhimmi .
Après la conquête de la Palestine par les forces britanniques en 1917 et la déclaration Balfour, l'immigration juive et arabe dans la Palestine mandataire est massive. Les Britanniques transfèrent la gouvernance islamique symbolique de la terre aux Hachémites en Jordanie, et non à la Maison des Saoud . Les Hachémites deviennent ainsi les gardiens officiels des lieux saints islamiques de Jérusalem et de ses environs, particulièrement forts lorsque la Jordanie contrôlait et annexait illégalement la Cisjordanie du Jourdain (1948-1967). En 1922, les Britanniques créent le Conseil musulman suprême dans la Palestine mandataire et nomment Haj Amin al-Husseini (1895–1974) Grand Mufti de Jérusalem . Le conseil est aboli en 1948.

## Démographie

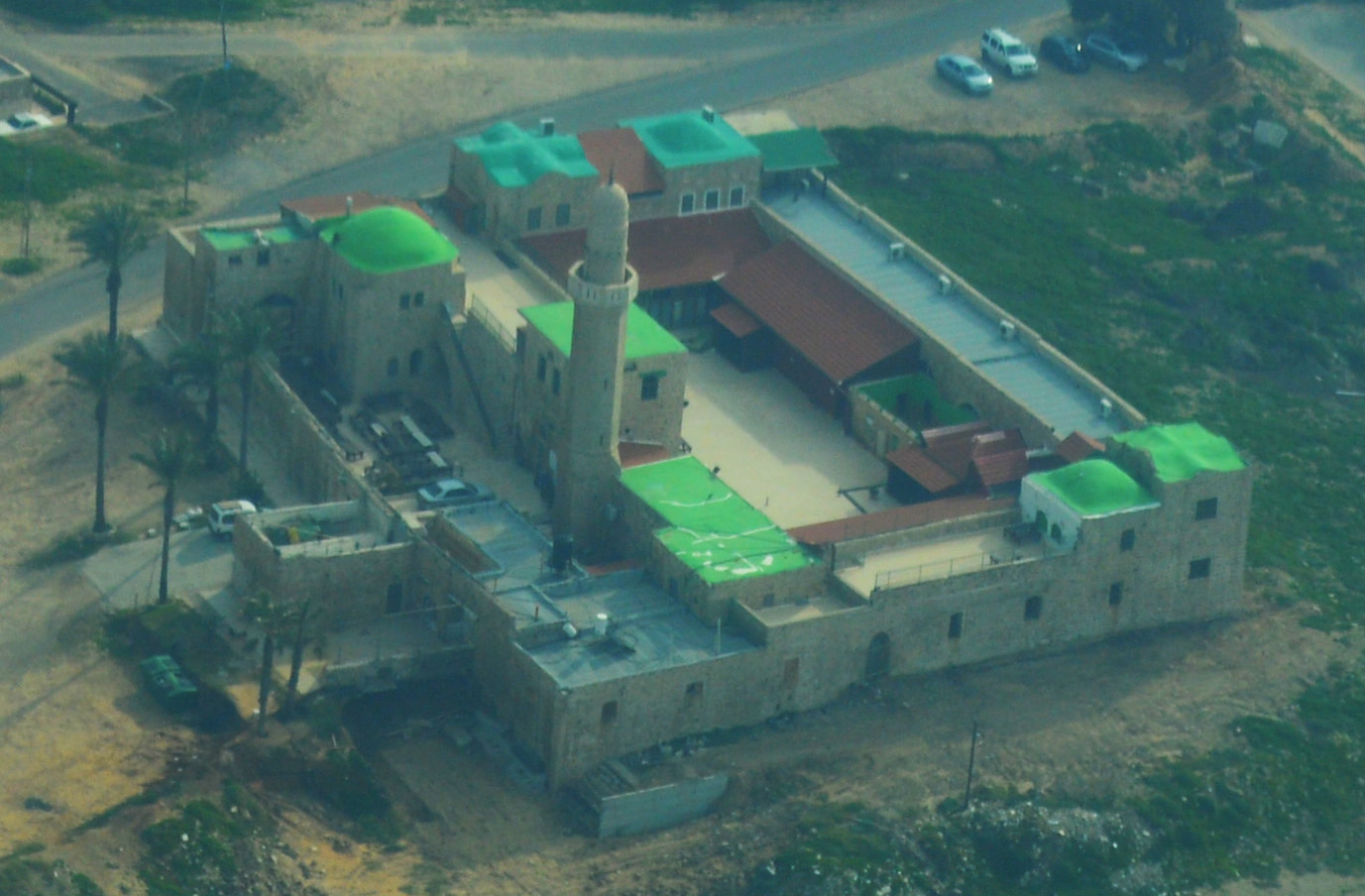
Mosquée Sidna Ali

Les musulmans représentent 17,7% de la population israélienne. La majorité des musulmans en Israël sont des Arabes sunnites, avec une minorité Ahmadiyya. Les Bédouins d'Israël sont également des musulmans arabes, certains clans bédouins participent à l'armée israélienne. La petite communauté circassienne est composée de musulmans sunnites déracinés du Caucase du Nord à la fin du XIXe siècle. De plus petites populations de musulmans kurdes, roms et turcs vivent également en Israël.

### Ahmadiyya
Au Moyen-Orient, le siège du mouvement réformiste Ahmadiyya se situe à Haifa, ville israélienne. Kababir, quartier mixte de Juifs et d'Arabes Ahmadi (un des seuls quartiers de ce type en Israël ,), compte environ 2200 Ahmadis  

### Sunnites
L'islam sunnite est le plus grand groupe islamique d'Israël. La majorité des musulmans israéliens partagent la même école de pensée que de nombreux sunnites du Levant, Shafi'i, malgré une présence hanafite . Il existe une forte communauté de soufis dans plusieurs régions du pays. Un festival soufi annuel dans le désert de l'Ashram dans le Néguev est consacré aux arts et traditions soufis.

### Chiites
Pendant le règne britannique en Palestine mandataire, on comptait sept villages à majorité chiite duodécimaine en particulier dans le nord d'Israël, près de la frontière avec le Liban, avant d'être désertés pendant la guerre israélo-arabe de 1948 au cours de laquelle les habitants de ces sept villages fuient vers le Liban. Pour cette raison, le chiisme duodécimain est très minoritaire en Israël.

### Alaouites
Israël compte environ 4000 alaouites et la majorité d'entre eux vit dans le village de Ghajar sur le plateau du Golan disputé, près de la frontière avec le Liban . La plupart des habitants de Ghajar se considéraient comme syriens, mais la majorité d'entre eux a la citoyenneté israélienne. Ils sont actuellement la seule communauté alaouite en Israël.

## Éducation
En Israël, 15% des musulmans ont un diplôme universitaire, ce qui est inférieur au nombre de Juifs (33%), mais semblable  du nombre de chrétiens (18%) et de Druzes (20%) titulaires d'un diplôme. 93% des musulmans israéliens estiment qu'il est très ou assez important de donner à ses enfants une éducation laïque. 53% des musulmans israéliens affirment que «la science et la religion sont en conflit», ce qui est inférieur au nombre de juifs d'accord avec cette affirmation (58%). Au sujet de l'évolution, 38% des musulmans israéliens pensent que les humains et les autres êtres vivants ont évolué avec le temps. En Israël, les musulmans sont plus nombreux à croire en l'évolution que les chrétiens (37%) et les druzes (24%), mais moins que les juifs (53%).

## Religiosité, croyances et pratiques

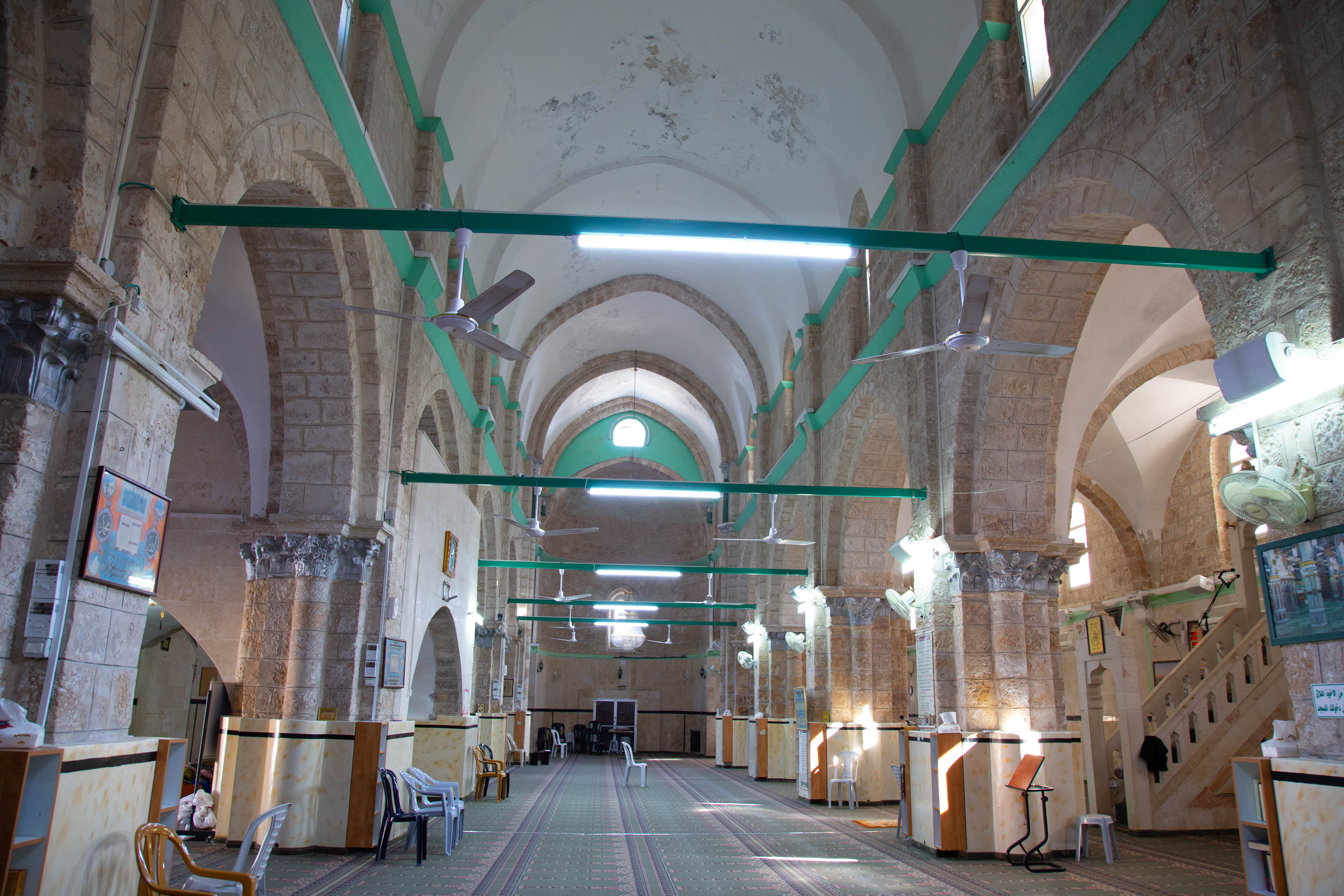
Intérieur de la grande mosquée Ramla.

Si les musulmans vivant en Israël, dans l'ensemble, sont plus religieux que les juifs israéliens, ils sont moins religieux que les musulmans vivant dans de nombreux autres pays du Moyen-Orient. Par exemple, les deux tiers environ des musulmans en Israël (68%) disent que la religion est très importante dans leur vie, à l'instar de l'opinion des libanais (59%), mais inférieur à la part des musulmans en Jordanie (85%), dans les territoires palestiniens (85%) et en Irak (82%) qui le disent. Les musulmans israéliens disent presque universellement qu'ils croient en Allah et en son prophète Muhammad (97%). Une majorité de musulmans dit prier quotidiennement (61%) et environ la moitié déclare aller dans une mosquée au moins une fois par semaine (49%). Les femmes musulmanes sont plus susceptibles de dire que la religion a une grande importance dans leur vie, et les jeunes musulmans sont généralement moins pratiquants que leurs aînés.
83% des musulmans en Israël jeûnent pendant le Ramadan, pourcentage le plus bas parmi les musulmans dans tous les pays du Moyen-Orient. 33% des musulmans croient que Jésus reviendra au cours de leur vie, ce qui était similaire au nombre de chrétiens qui avaient cette croyance (33%). Lors de l'enquête en 2015, les musulmans étaient plus à l'aise avec le mariage de leur enfant en dehors de la foi que les juifs, les chrétiens et les druzes. 97% des musulmans disent que les voyages sont importants pour eux. Les jeunes adultes musulmans sont beaucoup plus susceptibles que les musulmans plus âgés de dire qu'ils apprécient les voyages dans le monde. Parmi les musulmans âgés de 18 à 49 ans, 73% disent avoir la possibilité de voyager dans le monde est très ou assez important pour eux, comparativement à 52% des musulmans plus âgés.

## Droits et discriminations
En Israël, les musulmans ont les mêmes droits que les citoyens chrétiens ou juifs et on compte de nombreux musulmans israéliens parlementaires à la Knesset, juges, diplomates, responsables de la santé publique et généraux de Tsahal. Par exemple, Abdel Rahman Zuabi (en) et Salim Joubran (en), juges Arabes israéliens, siégèrent à la Cour Suprême d’Israël.
Pourtant, selon une enquête de 2015, un tiers des musulmans déclare avoir été victimes d'au moins un incident de discrimination au cours des 12 derniers mois, notamment avoir été interrogés par des agents de sécurité (17%), empêchés de voyager (15%), physiquement menacés ou attaqués (15 %), ou ayant subi des dommages matériels (13%) en raison de leur religion. Cependant, environ un quart des musulmans israéliens (26%) dit qu'une personne juive a exprimé des préoccupations ou de la sympathie à leur égard au cours de l'année écoulée en raison de leur identité religieuse.